# Estornell de Cunene
L'estornell de Cunene (Lamprotornis mevesii violacior; syn: Lamprotornis violacior) és un tàxon d'ocell de la família dels estúrnids (Sturnidae). És endèmic del sud d'Angola i nord de Namíbia. El seu hàbitat són les sabanes seques i herbassars estacionalment inundables. El seu estat de conservació es considera de risc mínim.

## Taxonomia
Segons el Handook of the Birds of the World i la quarta versió de la BirdLife International Checklist of the birds of the world (desembre 2019), aquest tàxon tindria la categoria d'espècie (Lamprotornis violacior). Tanmateix, altres obres taxonòmiques, com la llista mundial d'ocells del Congrés Ornitològic Internacional (versió 12.2, juliol 2022), el consideren encara una subespècie de l'estornell de Meves (Lamprotornis mevesii violacior).